# Yasuda Yukihiko
Yasuda Yukihiko (安田 靫彦, 16 février 1884 - 29 avril 1978) est le nom d'artiste d'une figure majeure de la peinture japonaise de l'ère Taishō et du début de l'ère Shōwa, qui est considéré comme l'un des fondateurs de la technique nihonga. Son véritable nom est Yasuda Shinzaburō.

## Parcours
Quatrième fils d'un propriétaire de restaurant, Yasuda naît à Nihonbashi, Tokyo. Il commence par étudier la peinture de l'école Tosa au Tōkyō Bijutsu Gakkō (prédécesseur de l'Université des arts de Tokyo) auprès de Kobori Tomoto. Alors qu'il est encore élève, son talent est reconnu par Okakura Kakuzō qui l'envoie à Nara pour étudier la peinture classique du style yamato-e. C'est lors de son séjour à Nara qu'il découvre les anciennes peintures murales sur les murs de kon-do du temple bouddhiste Hōryū-ji, ce qui aura un profonde influence sur son futur style de peinture.
À partir de 1914, Yasuda aide Yokoyama Taikan dans son effort visant à rétablir L'« institut japonais des beaux-arts » (Nihon Bijutsuin). De 1944 à 1951, il est professeur à l'Université des arts de Tokyo. En 1948, il est décoré de l'Ordre de la Culture puis nommé membre de l'Académie japonaise des arts. Dans la période d'après-guerre, il prend part avec Maeda Seison aux travaux de restauration et de préservation des peintures murales du Hōryū-ji. 
Yasuda est surtout connu pour ses peintures sur des thèmes historiques, et parfois pour ses tableaux d'oiseaux et de fleurs. Un de ses principaux disciples est Ogura Yuki, le fameux peintre nihonga . 
Les œuvres de Yasuda ont été choisies à trois reprises par la Poste japonaise pour illustrer des timbres commémoratifs.
- 1981: Printemps à Asuka avec Nukada Okimi, partie d'une série sur l'art moderne.
- 1986: Le mont Fuji, pour commémorer le Sommet de Tokyo de 1986
- 1996: Fenêtre, pour commémorer la semaine philatélique de 1996